# Michael Gough
Michael Gough (Kuala Lumpur, 23 de novembro de 1916 – Londres, 17 de março de 2011) foi um ator britânico.
Mais conhecido do público internacional por seu papel como Alfred Pennyworth nos primeiros quatro filmes da franquia Batman.

## Biografia
Filho de pais britânicos, Gough fez sua estreia no cinema em 1947 em Fury Blanche, e desde então apareceu bastante na televisão britânica. Fez muitos filmes de terror britânico nos anos 60. Uma curiosidade sobre sua participação na série Batman é que ele já tinha trabalhado com Val Kilmer 11 anos antes (1984) na comédia Top Secret Superconfidencial. Kilmer faz o papel principal e Gough faz o cientista que tem que ser resgatado pelo galã. O ator também fez uma participação na terceira temporada da série clássica de Doctor Who como o vilão Toymaker.

## Trabalho como Alfred Pennyworth
Interpretou Alfred Pennyworth em Batman (1989) e Batman Returns (1992). Ele também repetiu seu papel como Alfred na adaptação para o rádio BBC de 1994 Batman: Knightfall e nos filmes Batman Forever (1995) e Batman & Robin (1997). Gough é um dos dois únicos atores a aparecerem em todos os quatro filmes da primeira franquia cinemográfica do Batman, o outro ator foi Pat Hingle que interpretou o Comissário Gordon. Trabalhou com Tim Burton novamente em 1999 com Sleepy Hollow e A Noiva Cadáver. Ele também repetiu seu papel de Alfred brevemente em 2001 em seis anúncios publicitários de televisão para o sistema de rastreamento OnStar automóvel, informando Batman de instalação do sistema no Batmóvel.

## Morte
Gough morreu em 17 de março de 2011, em Londres, aos 94 anos, devido a uma pneumonia. Ele já estava doente havia alguns meses devido a um câncer de próstata. Um funeral foi realizado pela família, mas seu corpo foi cremado e suas cinzas espalhadas no Canal da Mancha.

## Prêmios e indicações
Ele ganhou o Tony Award em 1979 como Melhor Ator para Bedroom Farce.

## Filmografia
- 1948 - Anna Karenina (Anna Karenina)
- 1948 - Blanche Fury (Mais Forte Que o Amor)
- 1948 - Saraband for Dead Lovers (Sarabanda)
- 1949 - The Small Back Room
- 1950 - Ha'penny Breeze
- 1951 - Blackmailed
- 1951 - No Resting Place
- 1951 - The Man in the White Suit (O Homem do Terno Branco)
- 1951 - Night Was Our Friend
- 1953 - Twice Upon a Time
- 1953 - The Sword and the Rose (Entre a Espada e a Rosa)
- 1953 - Rob Roy, the Highland Rogue (O Grande Rebelde)
- 1955 - Richard III (Ricardo III)
- 1956 - Reach for the Sky (O Céu ao Seu Alcance)
- 1957 - Ill Met by Moonlight
- 1957 - The House in the Woods
- 1958 - Dracula (O Vampiro da Noite)
- 1958 - The Horse's Mouth (Maluco Genial)
- 1959 - Model for Murder
- 1959 - Horrors of the Black Museum (Horrores do Museu Negro)
- 1961 - Konga
- 1961 - Mr. Topaze (A Solidão da Riqueza)
- 1961 - What a Carve Up!
- 1962 - Candidate for Murder
- 1962 - The Phantom of the Opera (O Fantasma da Ópera)
- 1963 - Black Zoo (Feras Assassinas)
- 1963 - Tamahine (A Moreninha de Tahiti)
- 1965 - Game for Three Losers
- 1965 - Dr. Terror's House of Horrors (As Profecias do Dr. Terror)
- 1965 - The Skull (A Maldição da Caveira)
- 1967 - They Came from Beyond Space
- 1967 - Berserk
- 1968 - Un soir, un train (Laços Eternos)
- 1968 - Curse of the Crimson Altar
- 1969 - Women in Love (Mulheres Apaixonadas)
- 1969 - A Walk with Love and Death (Caminhando Com o Amor e a Morte)
- 1970 - The Corpse
- 1970 - Julius Caesar (Júlio César)
- 1970 - Trog (Trog, o Monstro das Cavernas)
- 1970 - The Go-Between (O Mensageiro)
- 1972 - Savage Messiah (O Messias Selvagem)
- 1973 - Horror Hospital
- 1973 - The Legend of Hell House (A Casa da Noite Eterna)
- 1976 - Satan's Slave
- 1978 - The Boys from Brazil (Meninos do Brasil)
- 1978 - L'amour en question
- 1981 - Venom
- 1983 - The Dresser (O Fiel Camareiro)
- 1984 - Memed My Hawk
- 1984 - Top Secret! (Top Secret! Super Confidencial)
- 1984 - Oxford Blues (Uma Aventura em Oxford)
- 1985 - Out of Africa (Entre dois amores)
- 1986 - Caravaggio
- 1987 - Maschenka
- 1987 - The Fourth Protocol (O 4º Protocolo)
- 1988 - The Serpent and the Rainbow (A Maldição dos Mortos Vivos)
- 1989 - Strapless
- 1989 - Batman (Batman)
- 1990 - The Garden (O Jardim)
- 1991 - The Wanderer
- 1991 - Let Him Have It (O Segredo de Uma Sentença)
- 1992 - Batman Returns (Batman - O Retorno)
- 1993 - Wittgenstein (Wittgenstein)
- 1993 - The Age of Innocence (A Época da Inocência)
- 1993 - The Hour of the Pig (Entre a Luz E as Trevas)
- 1994 - Uncovered (Cheque-Mate)
- 1994 - Nostradamus (As Profecias de Nostradamus)
- 1995 - Batman Forever (Batman Eternamente)
- 1997 - Batman and Robin (Batman & Robin)
- 1998 - What Rats Won't Do
- 1998 - St. Ives
- 1999 - The Cherry Orchard
- 1999 - Sleepy Hollow (A Lenda do Cavaleiro Sem Cabeça)
- 2004 - Resident Evil 4 (Voz)
- 2010 - Alice in Wonderland (Alice no País das Maravilhas) (voz)